# Muscle jumeau supérieur
Le muscle jumeau supérieur est un muscle du membre inférieur.
Il fait partie des muscles fessiers profonds et des muscles pelvi-trochantériens.

## Description
Le muscle jumeau supérieur est un muscle grêle qui relie l'os coxal au fémur.
Il est satellite du muscle obturateur interne sur son bord supérieur.

## Origine
Le muscle jumeau supérieur se fixe sur la face latérale et le bord inférieur de l'épine ischiatique.

## Trajet
Le muscle jumeau supérieur rejoint le tendon du muscle obturateur interne.

## Terminaison
Le muscle jumeau supérieur se fixe avec le tendon du muscle obturateur interne dans la fosse trochantérienne sur la face médiale du grand trochanter. 

## Innervation
Le muscle jumeau supérieur est innervé par un nerf commun avec le muscle obturateur interne : le nerf du muscle obturateur interne issu des racines L5, S1 et S2 du plexus sacré.

## Anatomie fonctionnelle
Le muscle jumeau supérieur est rotateur externe et abducteur de la hanche.